# SPP-1水下手槍
SPP-1（俄语：СПП-1 “Мухи”，意為：特殊水下手槍）是一款由前苏联中央精密工程研究所（TsKIB SOO）為蘇聯蛙人研製、現在的俄罗斯的圖拉兵工廠生產的水下手枪，發射4.5×40毫米R水下手枪子彈。
1960年代末，運動及狩獵武器中央設計研究局研發該槍；然後1971年，獲苏联军队採用。在水下，普通子彈並不準確而且射程很短。其結果是，該手槍發射以4.5毫米（0.18英寸）口徑彈藥為基礎、彈長大約是115毫米（4.5英寸）、彈重12.8克（0.45盎司）的鋼鏢彈，這彈藥具有比魚槍的矛更遠的射程和更強的貫穿力。完整的彈藥全長為145毫米（5.7英寸），彈重17.5克（0.62盎司）。
中华人民共和国的仿制型命名為QSS-05水下手槍；配用彈藥則命名為DAS-05箭形水下手槍子彈。

## 設計
SPP-1具有四根槍管，每根各自裝裝填一發子彈。它的彈藥是由容納四發子彈的彈匣，插入手槍的後膛。
它的槍管沒有膛線；該發射的彈丸是由流體動力效應保持一致。其結果是，當它離開了水以後射擊就會變得實在有些不準確。
每當扣動一次扳機，雙動操作擊發機構就會按順序發射子彈。當射光全部四發子彈以後，該槍可在水上或水下重新裝填。
SPP-1M手槍基本上與SPP-1相同，但有著以下的不同之處：
- 它在阻鐵（英语：Sear (firearm)）以上裝上額外的弹簧，以改進扳機扣力。
- 它具有擴大的扳機護環，以適應三趾式橡膠潛水手套。

該武器是由弗拉基米爾·西蒙諾夫所設計，而子彈則是由彼得·沙查諾夫和奧列格·克拉夫琴科所設計。西蒙諾夫也是以後的APS水下突擊步槍的研發者。

## 性能
水深會減少射程是因為較高的壓力越早接近空腔。一旦彈丸不再是超空蝕效應，流體動力學的阻力會大大增加，並且彈丸變得不穩定。
它的致死射程被定義為可輕易地貫穿保暖潛水套裝或一塊厚度為5毫米的玻璃、塑料面罩後對潛水員造成嚴重創傷的射程。
該槍是由圖拉兵工廠（俄语：Тульский Оружейный Завод，簡稱：TOZ，簡稱讀音：特茲）生產，並通過俄羅斯國防相關產品的出口／進口的國家機構俄羅斯國防產品出口公司所出口。

## 使用國
- 白俄羅斯
- 中华人民共和国：仿製型，命名為QSS-05；[7]配用彈藥則是DAS-05。
- 俄羅斯
- 叙利亚
- 乌克兰
- [9]

### 前使用國
- 苏联

## 圖集

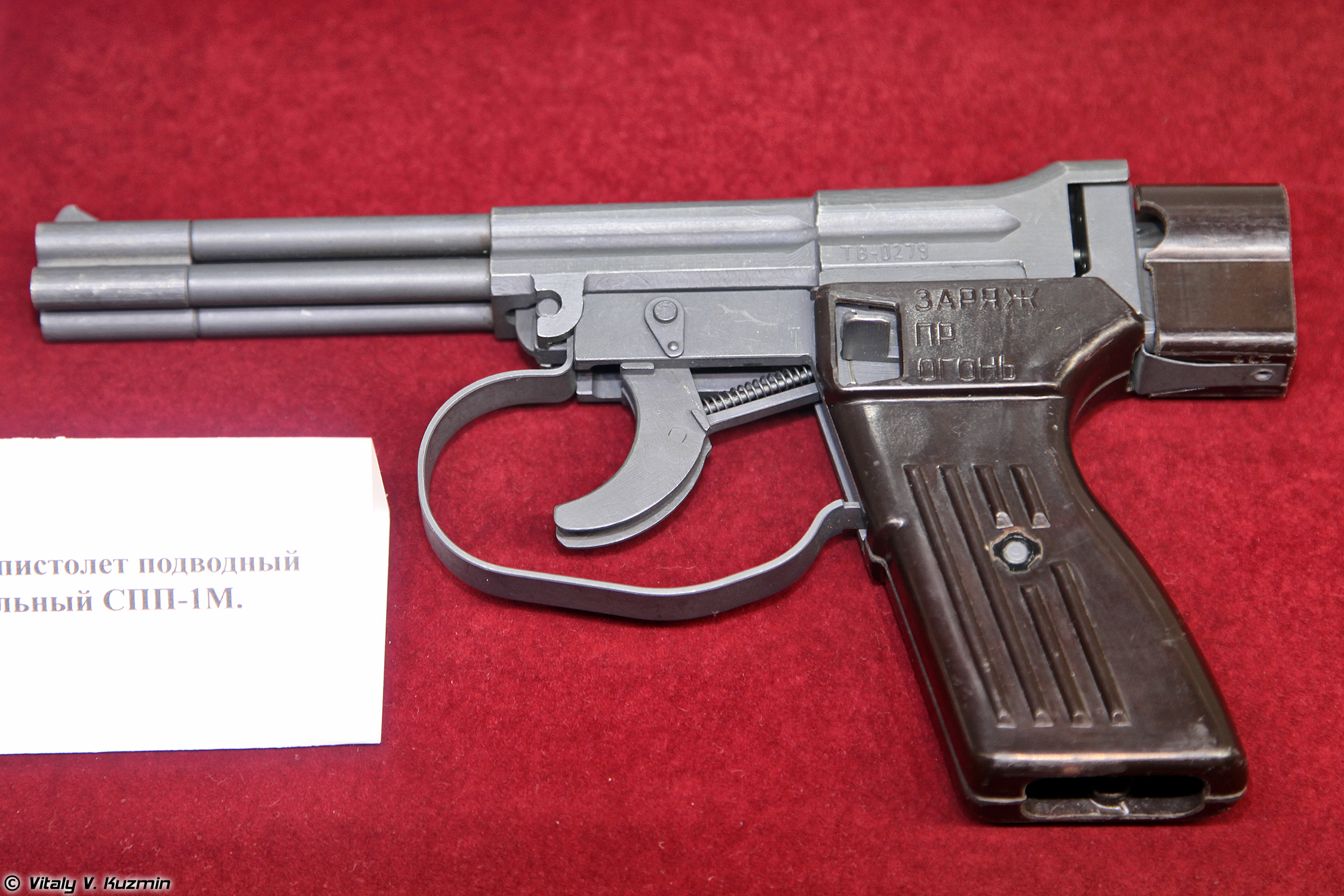
在圖拉國家武器博物館上展出的SPP-1M水下手槍
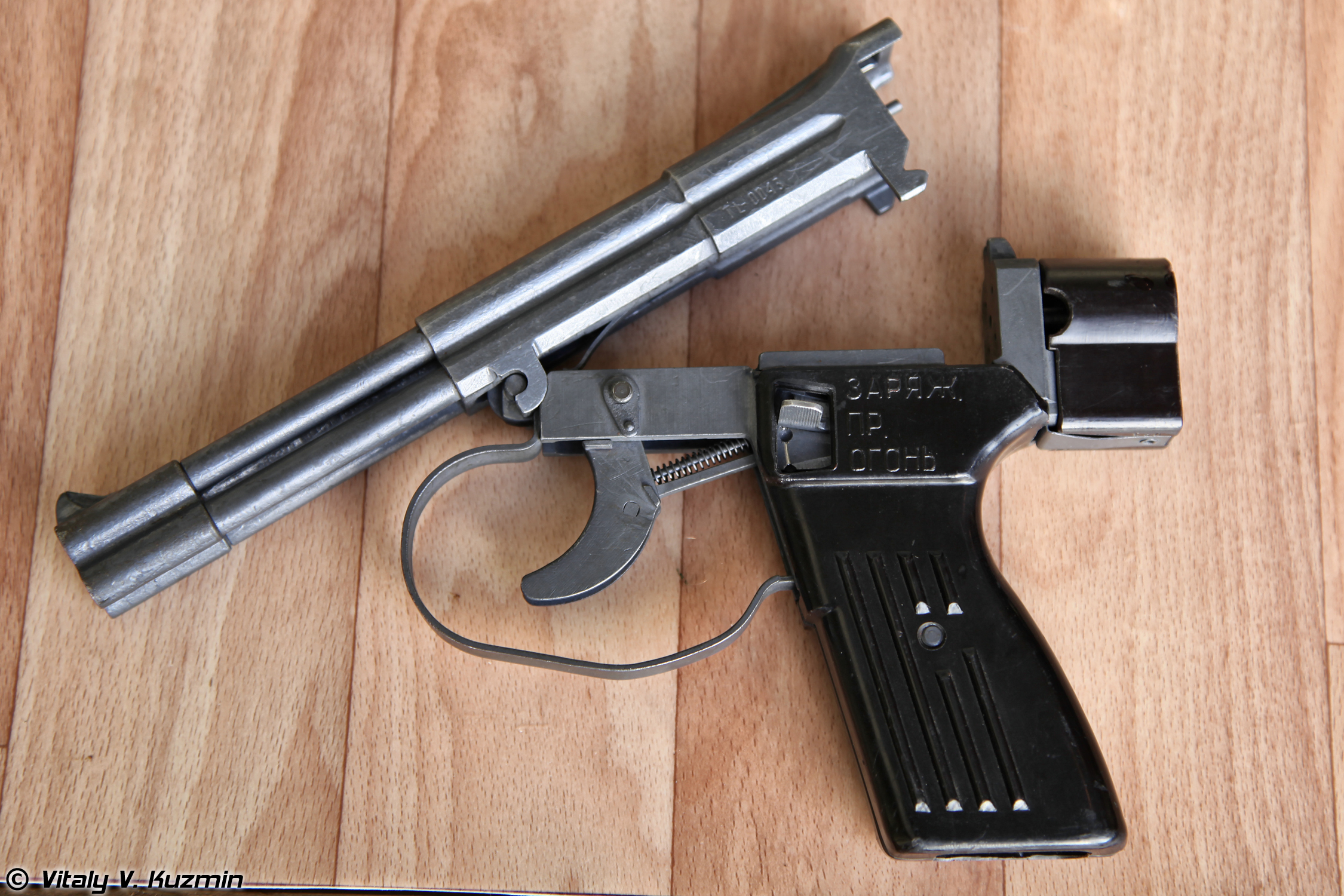
把槍管後部打開以後的SPP-1M水下手槍
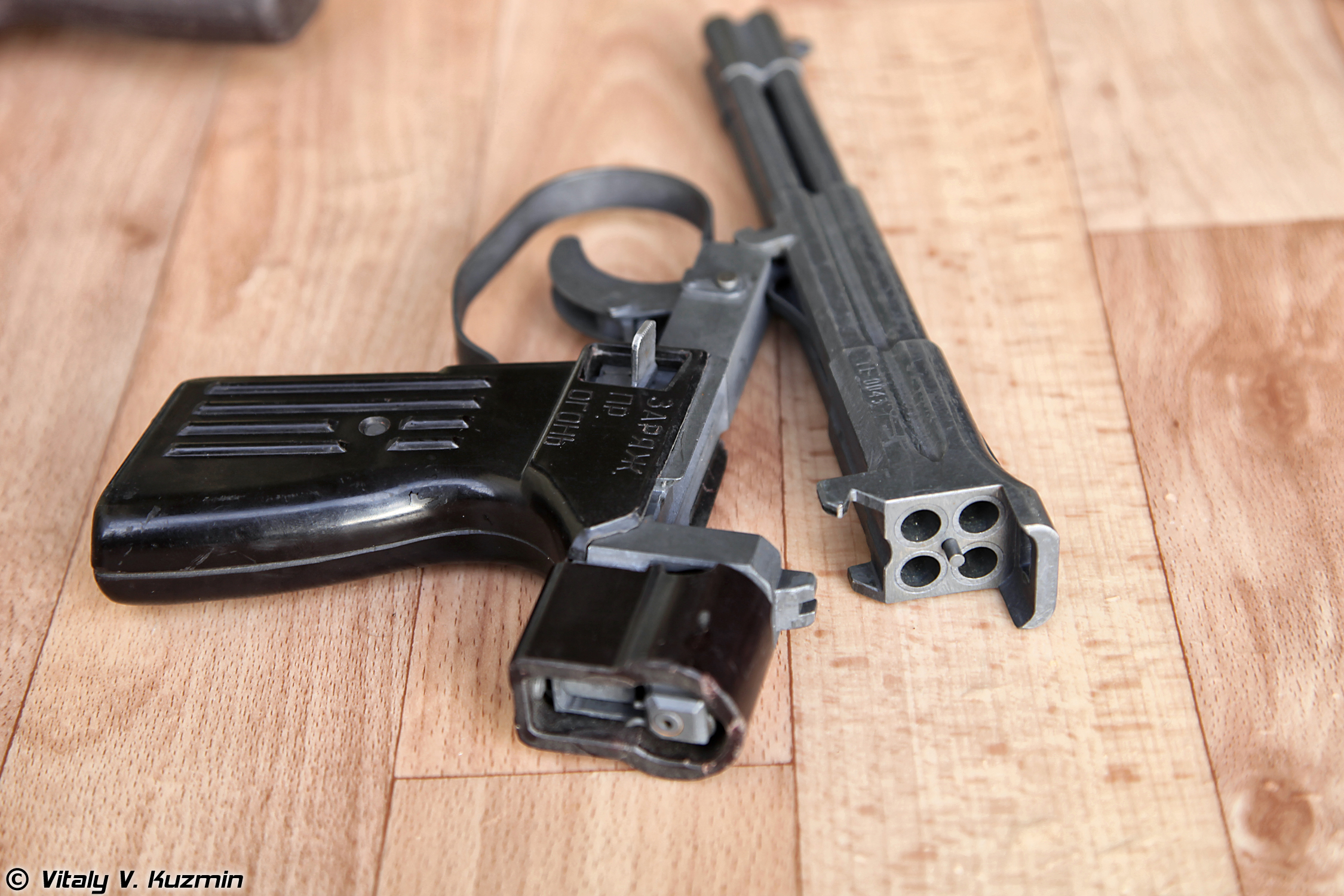
同上狀態，注意其四個膛室

## 資料來源
1. 1 2 3 4 5 6 7 8 9 10 11  Popenker, Max R. "SPP-1 underwater pistol  （页面存档备份，存于）", world.guns.ru, Retrieved 2010-04-05
2. 1 2 3  ”Firearms Technical Trivia  （页面存档备份，存于）”, cruffler.com, November 2001, Retrieved 2010-04-05
3. 1 2  “Special Submarine Pistol SPP-1M  （页面存档备份，存于）”, Tulsky Oruzheiny Zavod (TOZ), Tula Arms Plant, Retrieved 2010-04-05
4. 1 2 3 4 5 6  “4.5-mm SPP-1M Underwater Pistol  （页面存档备份，存于）”, TsNIITochMash,  Retrieved 2010-04-05
5. 1 2 3  “SPP-1 and SPP-1M underwater pistol 4.5mm   （页面存档备份，存于）”, www.securityarms.com, Retrieved 2010-04-05
6. 1 2  “4.5-mm SPS underwater fire cartridge  （页面存档备份，存于）”, Tsniitochmash, Retrieved 2010-04-05
7. 1 2  YouTube.com—全世界最好的水下步枪在这里, 中国仿制的落后30年, 只学了个皮毛 （页面存档备份，存于）
8. ↑  Popenker, Max R. "APS underwater assault rifle (5.6x39 mm MPS) （页面存档备份，存于）", world.guns.ru, Retrieved 2010-04-05
9. ↑  .   [2018-08-08]. （原始内容存档于2018-08-08）.

## 外部連結
- （英文）—Modern Firearms—SPP-1 underwater pistol（Picture and information）
- （英文）—Security Arms.com—SPP-1 and SPP-1M underwater pistol 4.5mm（页面存档备份，存于）（Technical specification）
- （英文）—CRUFFLER.COMD—escription, image of firearm and darts, and specifications（页面存档备份，存于）
- （英文）—Image of firearm, breech opened, and specifications
- （英文）—The Firearm Blog.com－
  - Review of the Russian APS Underwater Carbine & SPP-1M Underwater Pistol（页面存档备份，存于）
  - Russian Marines Training with the APS Underwater Assault Rifle（页面存档备份，存于）
  - Russian Combat Swimmers Underwater Training in Crimea（页面存档备份，存于）
- （英文）—Tactical Life.com—
  - FORMOZA COMBAT SWIMMERS（页面存档备份，存于）
  - An Inside Look at Ukraine’s Top Warriors（页面存档备份，存于）
  - The Red Army’s Underwater Weaponry（页面存档备份，存于）
- （简体中文）—D Boy Gun World（槍炮世界）—SPP-1水下手枪（页面存档备份，存于）